# Jan von Ludzisko
Jan von Ludzisko (polnisch Jan z Ludziska; * um 1400 in Ludzisko; † vor 1460) war ein polnischer Humanist, Rhetoriker und Schriftsteller.

## Leben
Jan von Ludzisko stammte aus einer Bauernfamilie in Kujawien. Dank seinen Förderern konnte er ab 1418 an der Krakauer Akademie und ab 1424 in Padua studieren. 1433 wurde er in Padua zum Doktor der Medizin promoviert. Ab 1424 interessierte er sich auch für Astronomie. In Italien war er ein Schüler von Guarino da Verona. Danach hielt er sich in Rom auf. Nach seiner Rückkehr nach Polen 1440 ging er an den Krakauer Hof von Kardinal Zbigniew Oleśnicki und wurde Professor für Rhetorik an der Krakauer Akademie. Dort arbeitete er mit Jakob von Paradies zusammen. Es sind acht Reden auf Latein von ihm erhalten, die stark von Cicero und Seneca sowie den italienischen Humanisten beeinflusst sind. Unter anderem schrieb er 1444 und 1447 die Krönungsansprachen für Władysław III. und Kasimir IV. Andreas. Er starb wohl vor 1460.